# Raúl González Sánchez
Raúl González Sánchez (Cuba, 5 de junio de 1967) es un deportista olímpico cubano que compitió en boxeo, en la categoría de peso mosca y que consiguió la medalla de plata en los Juegos Olímpicos de Barcelona 1992.

## Palmarés internacional
| Juegos Olímpicos | Juegos Olímpicos   | Juegos Olímpicos | Juegos Olímpicos |
| Año              | Lugar              | Medalla          | Prueba           |
| ---------------- | ------------------ | ---------------- | ---------------- |
| 1992             | Barcelona (España) | Medalla de plata | Peso mosca       |